# Schouderworp
Een schouderworp (kata-waza in het Japans) is een worp die vanuit de schouder wordt gedaan. Bij het kogelstoten wordt de kogel met een schouderworp weggegooid. Dit wordt ook wel stoten genoemd. 
Bij verschillende budo sporten is het een techniek om de tegenstander op de grond te werpen.
Bijvoorbeeld: 
- kata-seoi, schouder-dragen op schouder
- seoi-nage, dragen op schouder-werpen
- kata-guruma, schouder-rad
- seoi-otoshi, dragen op schouder-laten vallen
- hidari-kata-seoi, links-schouder-dragen op schouder
- seoi-age, dragen op schouder-optillen